# Lonchocarpus pallescens
Lonchocarpus pallescens är en ärtväxtart som beskrevs av John Gilbert Baker. Lonchocarpus pallescens ingår i släktet Lonchocarpus och familjen ärtväxter. Inga underarter finns listade i Catalogue of Life.